# Uma Onda no Ar
Uma Onda no Ar és una pel·lícula dramàtica brasilera de 2002 dirigida per Helvécio Ratton. Es basa en la història real de Rádio Favela, una ràdio comunitària emissora establerta a Aglomerado da Serra, una favela de Belo Horizonte a la dècada de 1980. Mostra com va ser perseguit per la policia mentre quatre amics intenten mantenir la ràdio. Alexandre Moreno, Adolfo Moura, Babu Santana i Benjamim Abras van ser escollits per protagonitzar la pel·lícula després que 3.000 persones van ser provades pels seus papers. Fou rodada a Aglomerado da Serra i uns 300 dels seus habitants foren usats com a extres.

## Argument
Basat en fets reals, aquest film compte la història d'una ràdio que va ser creada per un grup de nois de les faveles de Belo Horizonte en la dècada dels 80. Malgrat ser perseguida durant més de vint anys, la seva programació audaç i el seu llenguatge espontani van ser les claus del seu èxit d'audiència.
El protagonista de la història és Jorge (Alexandre Moreno), un noi que viu entre dos mons: el de la favela que és on viu, i el de l'escola de classe mitjana on estudia ja que la seva mare treballa allí com a netejadora per a pagar els seus estudis. Ell és el líder, el creador i locutor de Ràdio Favela. Els seus companys en aquesta ràdio pirata són Zequiel (Adolfo Moura), que s'encarrega de la part tècnica; Roque (Babu Santana), un traficant de droga desarrelat i ambiciós; i Brau (Benjamín Obris), el poeta del grup, que troba la sortida a la vida de la favela en el ritme, la música negra, i la dansa.
Un dia hi ha una gran batuda policial en els carrerons de les faveles. Mentre els narcotraficants fugen o camuflen la seva mercaderia, la ràdio pirata avisa als habitants perquè es protegeixin. L'objectiu de la policia no és el tràfic de drogues, sinó localitzar la veu de la ràdio pirata: volen callar-la. Quan Jorge és detingut, els seus col·laboradors i amics s'encarregaran que la veu de la favela continuï en l'aire.

## Repartiment
- Alexandre Moreno - Jorge
- Adolfo Moura - Zequiel
- Babu Santana - Roque
- Benjamim Abras - Brau
- Priscila Dias -Fátima
- Edyr de Castro - Neusa
- Tião D'Ávilla - oficial de policia
- Hamilton Borges Walê - Baiano
- Renata Otto - Lídia

## Recepció
Uma Onda no Ar va guanyar el Premi Especial del Jurat i Alexandre Moreno va ser premiat com a Millor Actor al Festival de Gramado de 2002. Va guanyar una menció especial a la categoria de millor pel·lícula iberoamericana al Festival de Cinema de Miami de 2003. A més d'aquests premis, la pel·lícula també va tenir una bona acollida per la crítica. La revista AFI Preview de l'American Film Institute va elogiar les "actuacions carismàtiques" i la seva "fotografia i música fantàstica". Mariane Morisawa de IstoÉ Gente i José Geraldo Couto de Folha de S. Paulo la van anomenar una contrapartida de Cidade de Deus de Fernando Meirelles' ja que se centra en les coses bones d'una favela en oposició a la violència representada a la pel·lícula de Meirelles. Morisawa va elogiar els actors, però va titllar el guió i el muntatge com "una mica fluixos", cosa que el fa "simplement agradable" i "dilueix la força del seu missatge". Tot i que ha elogiat la seva música, Couto va afirmar que falla amb els seus diàlegs i repartiment secundari. Va afirmar que Cidade de Deus podria imposar-se a Uma Onda no Ar en aspectes tècnics però que això només va servir per amagar el seu "buit moral"; A Couto li agradaria veure una pel·lícula tan tècnicament genial com la de Meirelles i que també tingui un "compromís ètic-polític" com el de Ratton.